# Аудиторская документация
Аудиторская документация — совокупность материальных носителей информации, которая отражает совокупность выполненных аудиторских процедур, полученных аудиторских доказательств, заключений, сделанных аудитором, которая составляется самим аудитором, сотрудниками проверяемого экономического субъекта и третьими лицами по запросу аудитора до начала, в ходе и по завершении аудиторской проверки.
Аудиторская документация может быть представлена в форме данных на бумажных, электронных или иных носителях. Аудиторская документация собирается в аудиторском файле. Документация аудита должна содержать информацию, необходимую для подготовки достоверного аудиторского отчёта, а также для возможности последующего контроля качества аудита.
Рабочие документы используются:
- при планировании и проведении аудита,
- при осуществлении контроля и проверки выполненной аудитором работы;
- для фиксирования аудиторских доказательств, получаемых в целях подтверждения мнения аудитора[3].

В соответствии с МСА 230 «Аудиторская документация» аудитор должен своевременно подготовить аудиторскую документацию, дающую:
- достаточные и надлежащие записи для обоснования аудиторского отчета,
- доказательства того, что аудит был проведен в соответствии со стандартами аудита и с требованиями законодательства[1][4].

Документация должна быть подготовлена таким образом, чтобы опытный аудитор смог понять, не будучи ранее связанным с аудитом каждого отдельного предприятия:
- характер, сроки и масштаб выполненных аудиторских процедур,
- результаты аудиторских процедур и полученные аудиторские доказательства,
- значительные вопросы, возникающие в ходе аудита, и заключения, сделанные по ним[1].

После завершения формирования окончательного аудиторского файла аудитор не должен удалять или выбрасывать аудиторскую документацию до окончания установленного периода хранения. В соответствии со стандартами срок хранения рабочих документов составляет не менее пяти лет с даты аудиторского отчета (заключения) или с даты аудиторского отчета.  Если аудитор считает необходимым модифицировать существующую аудиторскую документацию или добавить новую аудиторскую документацию после формирования окончательного аудиторского файла, то он должен дополнено задокументировать информацию:
- времени, когда были осуществлены изменения,
- человеке, который внёс какие-либо изменения,
- причины таких изменений,
- их влияние, если такое имеется, на аудиторские заключения[1].